# Celeste Buckingham

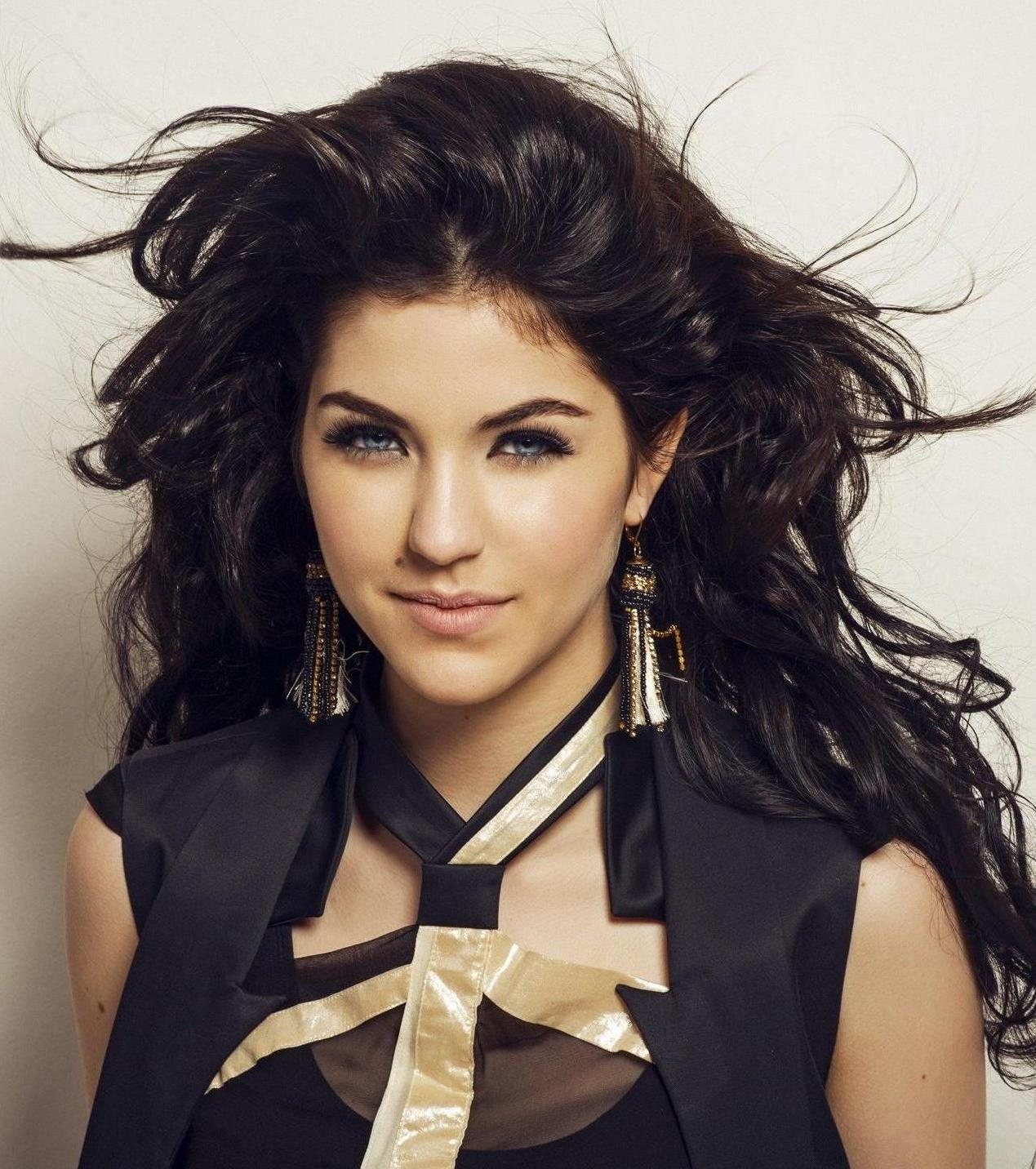

Celeste Rizvana Buckingham (* 3. Mai 1995 in Zürich) ist eine slowakische Sängerin und Schauspielerin mit Schweizer und US-amerikanischen Wurzeln.

## Leben
Als Tochter einer Schweizerin und eines US-Amerikaners kam Celeste Buckingham in Zürich auf die Welt, wuchs aber die meiste Zeit in der Slowakei auf. Erstmals nationale Bekanntheit erlangte sie, als sie im Alter vom 15 Jahren bei der zweiten Staffel vom Česko Slovenská SuperStar mitmachte und sich unter den besten zehn Teilnehmern platzierte. In der Folge veröffentlichte sie mit Blue Guitar ihre erste eigene Single, mit welcher sie sich direkt in den slowakischen Rádio Top 100 platzieren konnte. Zudem nahm sie zusammen mit dem slowakischen Rapper Majk Spirit die Single Ja a Ty, welche 2012 veröffentlicht wurde, auf und gastierte mit dieser Single auf dem Album Nový človek von Majk Spirit. Ebenfalls in diesem Jahr veröffentlichte Celeste Buckingham die Single Run Run Run, mit der sie sowohl in den slowakischen als auch in den tschechischen Rádio Top 100 den zweiten Platz belegen konnte. Insgesamt war die Single 79 Wochen in den slowakischen und 69 Wochen in den tschechischen Rádio Top 100. Am 3. April 2012 veröffentlichte sie dann mit Don't Look Back ihr erstes eigenes Album.
Celeste Buckingham ist aber nicht nur als Sängerin aktiv. Zum Beispiel übernahm sie in dem Film Láska na vlásku von Mariana Čengel Solčanská die Hauptrolle der Prinzessin Beatrix. Der Film wird von Continental Films vertrieben und feierte seine Premiere am 9. Oktober 2014. Im selben Jahr wirkte sie auch in der einzigen Staffel der tschechisch-slowakischen Version von The X Factor als Jurorin mit. Eine weitere Rolle als Hauptdarstellerin in einen Spielfilm hatte sie in dem 2017 veröffentlichten Film Bajkeři vom tschechischen Regisseur Martin Kopp. Sie übernahm dabei in dem Film, der am 19. Oktober 2017 in die tschechischen Kinos kam, die Rolle der Hanka. Vor der Veröffentlichung ihres Albus Life im Jahr 2022 machte Celeste Buckingham eine Burn-out-Ekrankung öffentlich.